# Abd al-Rahman Katkhuda
Abd al-Rahman Katkhuda est un émir ottoman mamelouk et chef des janissaires égyptiens, né en 1714 et décédé le 8 avril 1776 .
Abd al-Rahman Katkhuda était un membre puissant de la maison Qazdaghlı (ou Qazdughlı) et l'un des plus importants mécènes de l'architecture de l'Égypte ottomane. Il était le fils de Ḥasan Katkhudā (mort en 1127/1715), un membre éminent du bayt Qazdaghlı, qui dominait la politique égyptienne entre les XIIe et XVIIIe siècles, et d'Amīna, une femme musulmane née libre.
On ne sait rien de son enfance et de son éducation, sauf qu'il est né au Caire et qu'il parlait un excellent arabe. Il est de naissance libre, contrairement aux émirs des milices qui sont presque tous mamelouks.
On sait aussi qu'il a été inspecteur des Fondations religieuses (awqaf) en 1748.
Les historiens qui se sont concentrés sur la période ottomane du Caire indiquent que tout laisse à penser que Katkhuda a principalement consacré sa vie, et une large partie de ses immenses richesses, à la construction et l'embellissement de la ville du Caire, alors en pleine expansion, préférant se concentrer sur la valorisation du patrimoine et de l'architecture et rester éloigné des questions politiques. Absorbé par son mécénat et ses bonnes œuvres, il néglige ses affaires politiques, et Alî Bey, son rival, le pousse vers une semi-retraite. puis à l'exil en 1765.

## Mécénat architectural et urbanistique
Au cours du XVIIIe siècle, la ville du Caire connut, durant une croissance urbaine considérable pour répondre à un développement démographique important. 
L'héritage paternel le met à la tête d'une richesse qu'il va mettre à la disposition du plus fabuleux mécénat architectural que Le Caire ait jamais connu. En 1744 commence la série de ses grandes constructions : dix-neuf mosquées, 6 couvents et vingt-neuf fontaines publiques furent édifiées en l'espace d'un quart de siècle ; bilan impressionnant auquel il faut ajouter d'importantes restaurations de mosquées et mausolées. L'émir va jusqu'à concevoir de véritables projets d'urbanisation avec des complexes mosquées-sabîl-hammam-boutiques-ponts.
À lui seul, 'Abd al-Rahmân Katkhudâ a construit plus de monuments que l'ensemble des officiers des milices de son temps.
Une œuvre aussi considérable que celle d'Abd al-Rahmân Katkhudâ ne put être menée à bien que grâce aux moyens tirés de multiples héritages, grâce aussi aux revenus obtenus en tant que chef des janissaires, aux énormes ressources que procure à l'odjaq le commerce du café, et à des propriétés rurales.

## Impact architectural sur Le Caire
Avec Abd al-Rahmân Katkhudâ, un décor novateur, puisé dans le répertoire "national" et plein d'inventivité, s'impose. L'émir influence personnellement toutes les créations. On assiste à une revification de l'héritage mamelouk : réapparition des stalactites, des décors de façades, des colonnettes gravées en diagonales, des grilles en cuivre, des fontaines artistiquement ouvragées. D'Istanbul est importé le sabîl à façade arrondie, tandis que les influences italiennes et franques se font jour.
C'est à cette époque de prospérité que Le Caire de la "Description de l'Égypte" se fait véritablement. "Abd al-Rahmân fixe une image durable du Caire que nous appelons aujourd'hui traditionnel".

## Sabil-Kuttab
Outre les différentes réalisations architecturales qu'il a financées, un bâtiment du Caire en particulier, le Sabil-Kuttab de 'Abd al Rahman Katkhuda, datant de 1744, porte son nom. La structure carrée à deux étages se compose d'une fontaine publique (Sabil) située dans le bloc du premier niveau, surmontée d'un espace pour l'école coranique (kutab) sous la forme d'un pavillon à arcades à deux niveaux adossée à la résidence privée du mécène..
Le sabil-kuttab, avec ses mosaïques de marbre, ses encorbellements de muqarnas, ses voussoirs de couleurs alternées et son revêtement en marbre polychrome, est caractéristique du vaste mécénat architectural d'Abd al Rahman Katkhuda au Caire, qui mêlait architecture et décoration mamelouke et ottomane. Une inscription au-dessus de l'entrée fournit le nom du commanditaire et la date de la construction. Par ailleurs, une charte waqf conservée dans les archives du ministère des Fondations religieuses (dossier n° 941, daté de 1158 [1745]) donne également le nom du constructeur.
L'immeuble est situé à l'intersection de la division de la rue al-Mu'izz en deux branches et de la rue Tambakchia, face au palais mamelouk de l’émir Bachtak.

## Variantes du nom de famille
"Abdülrahman Kethüda" serait l'orthographe de son nom en turc.
Abdülrahman Kethüda, Abd al-Rahman Katkhudâ, Abdülrahman Kethüda

## Ouvrages
- Behrens-Abouseif, Doris. "Le style 'Abd al-Rahman Katkhuda au Caire du XVIIIe siècle." Annales Islamologiques 26 (1992) : 117-126.
- Al-Husayni, Mahmud H. al-Asbilah al-'Uthmaniyya bi-madinat al-Qahira 1517-1798. Le Caire : Maktabat Madbuli, 1988.
- Jarrar, Sabri, András Riedlmayer et Jeffrey B. Spurr. Ressources pour l'étude de l'architecture islamique. Cambridge, MA : Programme Aga Khan pour l'architecture islamique, 1994.http://archnet.org/library/documents/one-document.jsp?document_id=6053.
- Raymond, André. "Les Constructions de l'Emir 'Abd al-Rahman Katkhuda au Caire." Annales Islamologiques 11 (1972): 235-251.
- Raymond, André. "Les fontaines publiques (sabil) du Caire à l'époque ottomane (1517-1798)." Annales Islamologiques 15 (1979): 235-291.
- Rogers, Michael. "Al-Kahira." In Encyclopaedia of Islam Leiden: E. J. Brill, 1974.